# АК Омония Никозия
Атлетик клуб Омония Никозия (на гръцки: Αθλητικός Σύλλογος Ομόνοια Λευκωσίας), изписван още като Омоноя е кипърски футболен клуб от Никозия.
Основан е през 1948 г. и става член на кипърската футболна федерация през 1953 г. Омония означава мир на гръцки език. С 20 спечелени шампионата, 14 национални купи и 16 суперкупи, заедно с АПОЕЛ e от най-титулуваните отбори в Кипър. Кипърската футболна асоциация обявява Омония за отбор №1 на 20 век. Омония държи и рекорда за най-много последователно спечелени национални купи – 4 от 1980 до 1983 г.
Омония има отбори и в други спортове като футзал, баскетбол, волейбол и колоездене.

## История

### Създаване и ранни години (1948 – 1953)
На 23 май 1948 г. борда на АПОЕЛ праща телеграма до Гръцката аматьорска атлетическа асоциация (на гръцки: Σ.Ε.Γ.Α.Σ.) с възможност за участие в годишния Общогръцки леко атлетически конкурс, като включва и пожелания, че „комунистическия бунт“ е приключен. Няколко леви членове на клуба, възприемат телеграмата като политически коментар на гръцката гражданска война и се разграничават от клуба и напускат АПОЕЛ.
На 4 юни 1948 г., д-р Матеос Папапетру организира среща за учредяване на нов отбор в Никозия. Много от напусналите АПОЕЛ също са поканени и на 17 юни 1948 г. Омония е регистриран. Заедно с други леви отбори като Неа Саламис, Алки Ларнака и Орфеас Никозия създават през декември 1948 г. кипърската аматьорска футболна федерация. Омония участва в първенствата на КАФФ до 1953 г. Печели го 4 пъти от 5, както и всичките му 5 издания на купата. След това тима е приет за член на кипърската футболна федерация и е допуснат до кипърската първа дивизия.

### Началото в Първа дивизия (1953 – 1969)
След като е включен в първа дивизия, Омония завършва на седмо място от девет отбора, но избягва изпадане през сезон 1953/54. През това десетилетия най-доброто класиране на отбора е трето място през 1956/57.
Омония е на косъм от титлата през 1959/60, когато завършва на точка зад Анортозис. На следващия сезон отбора печели първата си титла, след седем години в елита.

### Златни години (1970–80-те)
Омония печели първи трофеи през това десетилетие през 1972 г., когато спечелва титлата и купата. Воден от младия Сотирис Каяфас, през 1970–те отбора печели седем титли, шест от които поредни 1974 – 1979. В края на десетилетието, Омония има седем титли и три купи на сметката си. През 1976 г. Сотирис Каяфас печели златна обувка за своите 36 гола. През 2003 г. той е награден с юбилейната награда на УЕФА за най-добър кипърски футболист за 20 век.
1980-те също са много успешен период за клуба. Тогава Омония завоюва още седем титли, отново няколко поредни 1981 – 1985, както и през 1987 г. и 1989 г. В края на 1980–те Омония е най-успешния кипърски отбор.

### Западане (1990–те)
1990-те са слаби години за отбора. По това време той печели само една титла през сезона 1992/93. През 1997 г. отбора привлича германеца Раинер Рауфман, който се превръща във втория футболист на Омония по най-много отбелязани голове. С помощта на капитана Костас Малекос и младия Костас Каяфас (син на Сотирис Каяфас), Рауфман става голмайстор на първенството през 1997/98, 1998/99, 1999/00 и 2000/01. По това време Омония печели две титли.

### Възраждане (2000–те)
След разочароващи осем сезона, новият век започва с титла. Отбора печели своята 18-а през 2001 г. Също така и през 2003 г. После следват няколко разочароващи трансфера и лоши сезони.
През 2009 г. Омония привлича рекордьора по голове за националния отбор на страната Михалис Константину. Сезон 2009/10 носи 20-а титла на Омония. Отбора няма загуба тогава в плейофите срещу АПОЕЛ и Анортозис.
През октомври 2010 г. треньора Такис Лемонис напуска поради лошите резултати. Той е сменен от Душан Баевич, който е уволнен през април 2011 г. Отбора завършва на второ място сезона 2010/11. Все пак се случва и нещо позитивно, когато тима надвива Аполон Лимасол и печели своята 13-а купа.

### Финансова криза
Неофитас Ларку напуска поста старши треньор през септември 2012 г. и е заменен от македонеца Тони Савевски. Омония започва добре, но в крайна сметка завършва на трето място. Хиляди фенове се отзовават на молбата на президента на клуба и даряват пари за спасението на отбора, но кризата се задълбочава. Омония е изхвърлен на полуфинала за купата от АЕЛ Лимасол.
През 2013 г. Омония започва сезона с Тони Савевски, но скоро след това е уволнен заради слаби резултати. Мигел Анхел Лотина е неговия заместник, но и той е уволнен след само 37 дни начело. Костас Каяфас, бившия футболист на клуба става старши треньор. Финансовите затруднения се завръщат, въпреки дарителската кампания от предния сезон. Омония завършва на пето място. Това е най-лошото класиране на отбора от сезон 1957/58 насам.
През август 2014 г. Омония губи плейофа за влизане в групите на Лига Европа от Динамо (Москва). Отбора излиза с жалба към УЕФА за съдийството на Александру Тудор. В началото на септември, Омония спира да предоставя билети на фенската фракция Гейт-9 (на гръцки: Θύρα 9), което води до тяхното отсъствие по трибуните. Две седмици по-късно, след разговор между президента и треньора на отбора е решено отново да им се дават билети за домакинските мачове. Омония завършва на четвърто място, а за купата отпада на полуфинал от АПОЕЛ.

## Цветове и лого
Цветовете на Омония са зелено и бяло. На логото е изобразена зелена детелина върху бял кръг. Зеленият цвят символизира надеждата.

## Стадион
От 23 октомври 1999 г. Омония домакинства на стадион ГСП, който е с капацитет 22 859 места. Това е най-големият стадион в страната. На него домакинските си срещи играят още АПОЕЛ и Олимпиакос Никозия.
Преди да се премести на този стадион, отбора играе на стадион Макарио (1978 – 1999), както и на стария ГСП (до 1978). В началото след основаването си, Омония играе на стадион Гол.

## Привърженици
Анкета класира тима сред най-популярните в страната, с 28,6% подкрепа сред анкетираните. Феновете на Омония са известни с левите си нагласи от социалистически тип, като 60% от анкетираните се асоциират с комунистическата партия Прогресивна партия на трудовия народ. Омония е сочен като отбора на работническата класа. Много от привържениците на тима носят знамена с лика на Че Гевара. Основната фен фракция на Омония, Гейт-9 е създадена през 1992 г. Те заемат място в северната трибуна на стадион ГСП по време на домакинствата. Рекордът за най-много продадени билети за един сезон 162 061 е през 2009/10. Феновете на Омония са в приятелски отношения с тези на Апоел Тел Авив и Стандарт Лиеж.

### 2013: Пан-кипърски фонд
В края на февруари 2013 г., Омония е в затруднение да покрие критериите на УЕФА поради финансовата криза, надвиснала над клуба. Президентът на тима създава фонд и призовава феновете да даряват колкото могат. Стотици събития са организирани на острова под мотото „ΕΙΜΑΙ ΟΜΟΝΟΙΑ ΔΗΛΩΝΩ ΠΑΡΩΝ“, в превод „Аз съм с Омония, декларирам своето дарение“. Настоящи и бивши футболисти допринасят към каузата с автографи и продадени тениски. Пари по сметките пристигат дори от САЩ и Великобритания. След месец и половина, €3.5 млн. са събрани от фенове.

## Екипировка
| Години      | Екип    | Спонсор             |
| ----------- | ------- | ------------------- |
| 1992 – 1994 | Umbro   | Lois                |
| 1994 – 1998 | Diadora | KEO                 |
| 1998 – 1999 | Kappa   | KEO                 |
| 1999 – 2001 | Umbro   | KEO                 |
| 2001 – 2004 | Umbro   |                     |
| 2004 – 2007 | Lotto   | LOEL juices         |
| 2007 – 2008 | Lotto   | miVision            |
| 2008 – 2010 | Lotto   | Ocean Tankers       |
| 2010 – 2012 | Adidas  | Cytamobile-Vodafone |
| 2012 – 2016 | Nike    | Cytamobile-Vodafone |
| 2016 – 2017 | Puma    | Gree                |
| 2017 –      | Puma    | DIMCO               |

## Отличия
Кипърска футболна федерация
- Кипърска Първа Дивизия:
  -  Шампион (21): 1960/61, 1965/66, 1971/72, 1973/74, 1974/75, 1975/76, 1976/77, 1977/78, 1978/79, 1980/81, 1981/82, 1982/83, 1983/84, 1984/85, 1986/87, 1988/89, 1992/93, 2000/01, 2002/03, 2009/10, 2020/21
  -  Вицешампион (16): 1959 – 1960, 1961 – 1962, 1967 – 1968, 1968 – 1969, 1979 – 1980, 1985 – 1986, 1989 – 1990, 1994 – 1995, 1997 – 1998, 1998 – 1999, 1999 – 2000, 2003 – 2004, 2005 – 2006, 2006 – 2007, 2008 – 2009, 2010 – 2011
  -  Бронзов медал (9): 1956 – 1957, 1962 – 1963, 1969 – 1970, 1987 – 1988, 1995 – 1996, 1996 – 1997, 2004 – 2005, 2007 – 2008, 2023 - 2024
- Купа на Кипър:
  -  Носител (16): 1964/65, 1971/72, 1973/74, 1979/80, 1980/81, 1981/82, 1982/83, 1987/88, 1990/91, 1993/94, 1999/2000, 2004/05, 2010/11, 2011/12, 2021/22, 2022/23
  -  Финалист (8): 1968 – 1969, 1970 – 1971, 1989 – 1990, 1991 – 1992, 1996 – 1997, 2006 – 2007, 2015 – 2016, 2023 - 2024
- Суперкупа на Кипър:
  -  Носител (16, рекорд): 1966, 1979, 1980, 1981, 1982, 1983, 1987, 1988, 1989, 1991, 1994, 2001, 2003, 2005, 2010, 2012
  -  Финалист (5): 1984, 1985, 1993, 2000, 2011

Кипърска аматьорска футболна федерация
- КАФФ шампионат:
  -  Шампион (4, рекорд):1949, 1950, 1951, 1952
- КАФФ Купа:
  -  Носител (16, рекорд): 1949, 1950, 1951, 1952, 1953

## Европейски турнири

### КЕШ / Шампионска лига
| Сезон   | Кръг           | Съперник           | Домакин | Гост | Общ резултат |
| ------- | -------------- | ------------------ | ------- | ---- | ------------ |
| 1966/67 | първи кръг     | Мюнхен 1860        | 1–2     | 8–0  | 1–10         |
| 1972/73 | първи кръг     | Уотърфорд Юнайтед  | 2–0     | 2–1  | 3–2          |
| 1972/73 | втори кръг     | Байерн Мюнхен      | 0–4     | 9–0  | 0–13         |
| 1974/75 | първи кръг     | Корк Селтик        | —       | —    | (w/o)        |
| 1975/76 | първи кръг     | ИА Акранес         | 2–1     | 4–0  | 2–5          |
| 1976/77 | първи кръг     | ПАОК               | 0–2     | 1–1  | 1–3          |
| 1977/78 | първи кръг     | Ювентус            | 0–3     | 2–0  | 0–5          |
| 1978/79 | първи кръг     | Бохемианс          | 2–1     | 1–0  | 2–2 (a)      |
| 1979/80 | първи кръг     | Ред Бойс Диферданж | 6–1     | 2–1  | 7–3          |
| 1979/80 | втори кръг     | Аякс               | 4–0     | 10–0 | 4–10         |
| 1981/82 | първи кръг     | Бенфика            | 0–1     | 3–0  | 0–4          |
| 1982/83 | първи кръг     | ХЯК Хелзинки       | 2–0     | 3–0  | 2–3          |
| 1983/84 | първи кръг     | ЦСКА (София)       | 4–1     | 3–0  | 4–4 (a)      |
| 1984/85 | първи кръг     | Динамо (Букурещ)   | 2–1     | 4–1  | 3–5          |
| 1985/86 | първи кръг     | Рабат Аякс         | 5–0     | 0–5  | 10–0         |
| 1985/86 | втори кръг     | Андерлехт          | 1–3     | 1–0  | 1–4          |
| 1987/88 | първи кръг     | Шамрок Роувърс     | 0–0     | 0–1  | 1–0          |
| 1987/88 | втори кръг     | Стяуа (Букурещ)    | 0–2     | 1–3  | 1–5          |
| 1989/90 | първи кръг     | Сваровски Тирол    | 2–3     | 6–0  | 2–9          |
| 1993/94 | предв. кръг    | Аарау              | 2–1     | 2–0  | 2–3          |
| 2001/02 | втори кв. кръг | Цървена звезда     | 1–1     | 2–1  | 2–3          |
| 2003/04 | първи кв. кръг | Иртиш              | 0–0     | 1–2  | 2–1          |
| 2003/04 | втори кв. кръг | Висла Краков       | 2–2     | 5–2  | 4–7          |
| 2010/11 | втори кв. кръг | Ренова             | 3–0     | 0–2  | 5–0          |
| 2010/11 | трети кв. кръг | Ред Бул Залцбург   | 1–1     | 4–1  | 2–5          |

### Купа на УЕФА / Лига Европа
| Сезон   | Кръг           | Съперник            | Домакин | Гост | Общ резултат |
| ------- | -------------- | ------------------- | ------- | ---- | ------------ |
| 1986/87 | първи кръг     | Спортул Студенцеск  | 1–1     | 1–0  | 1–2          |
| 1990/91 | първи кръг     | Славия (София)      | 4–2     | 2–1  | 5–4          |
| 1990/91 | втори кръг     | Андрелехт           | 1–1     | 3–0  | 1–4          |
| 1995/96 | предв. кръг    | Слиема Уондърърс    | 3–0     | 1–2  | 5–1          |
| 1995/96 | първи кръг     | Лацио               | 1–2     | 5–0  | 1–7          |
| 1998/99 | първи кв. кръг | Линфийлд            | 5–1     | 5–3  | 8–6          |
| 1998/99 | втори кв. кръг | Рапид (Виена)       | 3–1     | 2–0  | 3–3 (a)      |
| 1999/00 | кв. кръг       | Белшина (Бобруйск)  | 3–0     | 1–5  | 8–1          |
| 1999/00 | първи кръг     | Ювентус             | 2–5     | 5–0  | 2–10         |
| 2000/01 | кв. кръг       | Нафтекс (Бургас)    | 0–0     | 2–1  | 1–2          |
| 2004/05 | първи кв. кръг | Слога Югомагнат     | 4–0     | 1–4  | 8–1          |
| 2004/05 | втори кв. кръг | ЦСКА (София)        | 1–1     | 3–1  | 2–4          |
| 2005/06 | първи кв. кръг | Хибърниънс          | 3–0     | 0–3  | 6–0          |
| 2005/06 | втори кв. кръг | Динамо (Букурещ)    | 2–1     | 3–1  | 3–4          |
| 2006/07 | първи кв. кръг | Риека               | 2–1     | 2–2  | 4–3          |
| 2006/07 | втори кв. кръг | Литекс (Ловеч)      | 0–0     | 2–1  | 1–2          |
| 2007/08 | първи кв. кръг | Рудар Плевля        | 2–0     | 0–2  | 4–0          |
| 2007/08 | втори кв. кръг | ЦСКА (София)        | 1–1     | 2–1  | 2–3          |
| 2008/09 | първи кв. кръг | Милано Куманово     | 2–0     | 1–2  | 4–1          |
| 2008/09 | втори кв. кръг | АЕК Атина           | 2–2     | 0–1  | 3–2          |
| 2008/09 | трети кв. кръг | Манчестър Сити      | 1–2     | 2–1  | 2–4          |
| 2009/10 | втори кв. кръг | ХБ Торсхавн         | 4–0     | 1–4  | 8–1          |
| 2009/10 | трети кв. кръг | Васлуй              | 1–1     | 2–0  | 1–3          |
| 2010/11 | плейоф         | Металист Харков     | 0–1     | 2–2  | 2–3          |
| 2011/12 | трети кв. кръг | АДО Ден Хааг        | 3–0     | 1–0  | 3–1          |
| 2011/12 | плейоф         | Ред Бул Залцбург    | 2–1     | 1–0  | 2–2 (a)      |
| 2012/13 | трети кв. кръг | Цървена звезда      | 0–0     | 0–0  | 0–0 (5–6 д)  |
| 2013/14 | втори кв. кръг | Астра (Гюргево)     | 1–2     | 1–1  | 2–3          |
| 2014/15 | втори кв. кръг | Будучност Подгорица | 0–0     | 0–2  | 2–0          |
| 2014/15 | трети кв. кръг | Металург Скопие     | 3–0     | 0–1  | 4–0          |
| 2014/15 | плейоф         | Динамо (Москва)     | 1–2     | 2–2  | 3–4          |
| 2015/16 | първи кв. кръг | Динамо (Батуми)     | 2–0     | 1–0  | 2–1          |
| 2015/16 | втори кв. кръг | Ягельоня Бялисток   | 1–0     | 0–0  | 1–0          |
| 2015/16 | трети кв. кръг | Брьонбю             | 2–2     | 0–0  | 2–2 (a)      |
| 2016/17 | първи кв. кръг | Бананц              | 4–1     | 0–1  | 5–1          |
| 2016/17 | втори кв. кръг | Бейтар Йерусалим    | 3–2     | 1–0  | 3–3 (a)      |

## Известни бивши футболисти
Списъкът е подреден спрямо годините, в които са дебютирали за „Омония“:
- Сотирис Каяфас (1967)
- Михай Мокану (1972)
- Грегори Сава (1973)
- Георгиос Савидис (1981)
- Спас Джевизов (1984)
- Петър Зехтински (1986 – 1987)
- Емил Спасов (1988)
- Венцислав Арсов (1983 – 85)
- Костас Малекос (1989)
- \ Раинер Рауфман (1997)
- Ефстатиос Алонефтис (2001)
- Марко Хабер (2002)
- Йозеф Козлей(2004)
- \ Пауло Ринк (2006)
- Даниел Балан (2006)
- Зе Елиас (2006)

## Треньори
Последна актуализация: 17 декември 2017

- Тикран Мисирян (1948 – 1952)
- Джон Джонсън (1952 – 1953)
- Памбос Авраамидес (1953 – 1955)
- Ханс Хунгеуйзен (1955 – 1957)
- Карл Виглер (1957 – 1959)
- Ели Фюкс (1959 – 1960)
- Нако Циамаков (1960 – 1962)
- Турай (1962 – 1963)
- Стоян Петров (1963 – 1964)
- Андреас Керемезос (1964 – 1965)
- Георги Пачеджиев (1965 – 1966)
- Игор Нето (1966 – 1967)
- Георги Барка (1967 – 1968)
- Георги Пачеджиев (1968 – 1970)
- Циакаров (1970 – 1971)
- Добромир Ташков (1971 – 1972)
- Васил Спасов (1972 – 1974)
- Андреас Константину (Есо) (1974 – 1975)
- Илциев (1975 – 1976)
- Гаврил Стоянов (1976 – 1977)
- Петър Аргиров (1977 – 1979)
- Йончо Арсов (1979 – 1980)
- Васил Спасов (1980 – 1982)
- Добромир Ташков (1982 – 1983)
- Атанас Драмов (1983 – 1985)
- Георги Тинков (1985 – 1986)
- Йончо Арсов (1986 – 1989)
- Божил Колев (1989 – 1990)
- Хелмут Сенекович (1990 – 1991)
- Грациано Закарел (1991 – 1992)
- Йончо Арсов (1992 – 1994)
- Герхард Прокоп (1994 – 1996)
- Валтер Скочик (1995 – 1996)
- Ангел Колев (1996 – 1997)
- Андреас Михаелидес (1997 – 1999)
- Душан Галис (1999)
- Йончо Арсов (1999 – 2000)
- Аспарух Никодимов (2000)
- Ари Хаан (14 ноември 2000 – 30 ноември 2000)
- Хенк Хуваарт (2000 – 2001)
- Андреас Мускалис (2002)
- Тони Савевски (2002 – 2004)
- Францишек Смуда (2004)
- Хенк Хуваарт (2004 – 2005)
- Йоан Андоне (2005 – 2007)
- Драгомир Окука (23 май 2007 – 26 ноември 2007)
- Йоанис Мацуракис (2007)
- Йоргос Савидис (2008)
- Недим Тутич (2008 – 2009)
- Такис Лемонис (2009 – 2010)
- Душан Баевич (2010 – 2011)
- Неофитос Ларку (2011 – 2012)
- Тони Савевски (2012 – 2013)
- Мигел Анхел Лотина (1 януари 2014 – 6 февруари 2014)
- Костас Каяфас (12 март 2014 – 2 ноември 2015)
- Владан Милоевич (11 ноември 2015 – 18 май 2016)
- Джон Карвър (4 юни 2016 – 23 февруари 2017)
- Акис Йоаким (23 февруари 2017 – 26 май 2017)
- Памбос Христодолу (26 май 2017 – 5 декември 2017)
- Ивайло Петев (14 декември 2017 –)

## Български футболисти
Списъкът е подреден спрямо годините, в които са дебютирали за „Омония“:
- Божил Колев – 1981/82
- Трайчо Соколов – 1982/84
- Красимир Борисов – 1983/84
- Бойко Димитров – 1983/84
- Стефан Лъхчиев – 1983/85
- Венцислав Арсов – 1983/85
- Спас Джевизов – 1984/87 - (129 мача - 82 гола)
- Петър Зехтински – 1986/87 - (30 мача - 7 гола)
- Георги Цингов – 1987/88
- Емил Спасов – 1988/89
- Венцислав Арсов - 1983/85
- Милен Бакърджиев – 1989/90
- Николай Михайлов – 2017/18